# Relais 4 × 400 mètres féminin aux championnats du monde d'athlétisme 2013
Navigation
Daegu 2011 Pékin 2015
L'épreuve du relais 4 × 400 mètres féminin des championnats du monde de 2013 s'est déroulée les 16 et 17 août 2013 dans le Stade Loujniki, le stade olympique de Moscou, en Russie. Elle est remportée par l'équipe des États-Unis après disqualification pour dopage en 2017 de la Russie.

## Records et performances

### Records
Les records du 4 x 400 m femmes (mondial, des championnats et par continent) étaient avant les championnats 2013 les suivants.  
| Record du monde           | Union soviétique Tatyana Ledovskaya, Olga Nazarova, Mariya Pinigina, Olga Bryzgina         | 3 min 15 s 17 | Séoul, Corée du Sud  | 1er octobre 1988  |
| Record des championnats   | États-Unis Gwen Torrence, Jearl Miles Clark, Natasha Kaiser-Brown, Maicel Malone-Wallace   | 3 min 16 s 71 | Stuttgart, Allemagne | 22 août 1993      |
| Record d'Afrique          | Nigeria Falilat Ogunkoya, Fatima Yusuf, Olabisi Afolabi, Charity Opara                     | 3 min 21 s 04 | Atlanta, États-Unis  | 3 août 1996       |
| Record d'Asie             | Chine An Xiaohong, Bai Xiaoyun, Cao Chunying, Ma Yuqin                                     | 3 min 24 s 28 | Beijing, Chine       | 13 septembre 1993 |
| Record d'Amérique du Nord | États-Unis Denean Howard-Hill, Diane Dixon, Valerie Brisco-Hooks, Florence Griffith-Joyner | 3 min 15 s 51 | Séoul, Corée du Sud  | 1er octobre 1988  |
| Record d'Amérique du Sud  | Brésil Lucimar Teodoro, Geisa Aparecida Coutinho, Maria Laura Almirão, Josiane Tito        | 3 min 26 s 82 | Helsinki, Finlande   | 13 août 2005      |
| Record d'Europe           | Union soviétique Tatyana Ledovskaya, Olga Nazarova, Mariya Pinigina, Olga Bryzgina         | 3 min 15 s 17 | Séoul, Corée du Sud  | 1er octobre 1988  |
| Record d'Océanie          | Australie Cathy Freeman, Melinda Gainsford-Taylor, Tamsyn Lewis, Nova Peris                | 3 min 23 s 81 | Sydney, Australie    | 30 septembre 2000 |

## Critères de qualification
Pour se qualifier pour les Championnats, il fallait avoir réalisé moins de 3 min 33 s 00 entre le 1er janvier 2012 et le 29 juillet 2013.
Les équipes ayant atteint ce minima en 2013 sont :
1. 3 min 22 s 66	  États-Unis "Red"	 à	 Philadelphie le	 27 avril 2013
2. 3 min 22 s 68	  Royaume-Uni à	 Philadelphie le	 27 avril 2013
3. 3 min 24 s 11	  Jamaïque à Philadelphie le	 27 avril 2013
4. 3 min 26 s 61	  Russie à	 Kazan le	 12 juillet 2013
5. 3 min 28 s 43	  Nigeria à	  Warri le	 14 juin 2013
6. 3 min 29 s 55	  France	 à	 Gateshead le	 23 juin 2013
7. 3 min 29 s 74	  Pologne Équipe espoirs à	 Tampere le	 14 juillet 2013
8. 3 min 30 s 28	  Roumanie Équipe espoirs à	 Tampere le	 14 juillet 2013
9. 3 min 30 s 36	  Ukraine à	 Gateshead	 le 23 juin 2013
10. 3 min 30 s 64         Trinité-et-Tobago à	 Morelia	 le 7 juillet 2013
11. 3 min 30 s 82	  Brésil à	 São Paulo (IDCM) le	 18 mai 2013
12. 3 min 31 s 83	  Allemagne à	 Gateshead le	 23 juin 2013, ne présente pas d'équipe
13. 3 min 32 s 26	  Inde à	 Pune le	 7 juillet 2013
14. 3 min 32 s 44	  Italie à	 Mersin le	 29 juin 2013
15. 3 min 32 s 90	  Bahamas	 à	 Philadelphie le	 27 avril 2013
16. 3 min 32 s 93	  Canada	 à	 Kazan le	 12 juillet 2013

Celles qui ont également atteint ce seuil en 2012 sont :
1. 3 min 26 s 02	  Tchéquie	 à	 Helsinki	 le 1er juillet 2012
2. 3 min 26 s 52	  Biélorussie	 à	 Londres (OS)	 le 10 août 2012
3. 3 min 27 s 41	  Cuba	 à	 Londres (OS)	 le 10 août 2012, ne présente pas d'équipe
4. 3 min 30 s 55	  Irlande	 à	 Londres (OS)	 le 10 août 2012, ne présente pas d'équipe
5. 3 min 31 s 27	  Botswana	 à	 Porto-Novo	 le 1er juillet 2012

## Résultats

### Finale
| Rang               | Pays        | Athlètes                                                             | Temps         | Note            |
| ------------------ | ----------- | -------------------------------------------------------------------- | ------------- | --------------- |
| Médaille d'or      | États-Unis  | Jessica Beard Natasha Hastings Ashley Spencer Francena McCorory      | 3 min 20 s 41 | SB              |
| Médaille d'argent  | Royaume-Uni | Eilidh Child Shana Cox Margaret Adeoye Christine Ohuruogu            | 3 min 22 s 61 | SB              |
| Médaille de bronze | France      | Marie Gayot Lénora Guion-Firmin Muriel Hurtis-Houairi Floria Guei    | 3 min 24 s 21 | SB              |
| 4                  | Ukraine     | Daryna Prystupa Olha Lyakhova Alina Lohvynenko Nataliya Pyhyda       | 3 min 27 s 38 | SB              |
| 5                  | Nigeria     | Omolara Omotoso Patience Okon George Bukola Abogunloko Regina George | 3 min 27 s 57 |                 |
| 6                  | Roumanie    | Adelina Pastor Elena Mirela Lavric Sanda Belgyan Bianca Răzor        | 3 min 28 s 40 | SB              |
| —                  | Italie      | Chiara Bazzoni Marta Milani Maria Enrica Spacca Libania Grenot       | —             | DQ (sans bâton) |
| —                  | Russie      | Yuliya Gushchina Tatyana Firova Kseniya Ryzhova Antonina Krivoshapka | —             | DQ (dopage)     |

### Séries
| Rang | Pays               | Athlètes                                                            | Temps         | Note  |
| ---- | ------------------ | ------------------------------------------------------------------- | ------------- | ----- |
| 1    | États-Unis         | Ashley Spencer Jessica Beard Joanna Atkins Francena McCorory        | 3 min 25 s 18 | Q     |
| 2    | Italie             | Chiara Bazzoni Marta Milani Maria Benedicta Chigbolu Libania Grenot | 3 min 29 s 62 | Q, SB |
| 3    | Ukraine            | Daryna Prystupa Olha Zemlyak Alina Lohvynenko Nataliya Pyhyda       | 3 min 29 s 63 | q     |
| 4    | République tchèque | Denisa Rosolová Jitka Bartonicková Jana Slaninová Zuzana Hejnová    | 3 min 30 s 48 |       |
| 5    | Inde               | Nirmala Tintu Luka Anu Mariam Jose M. R. Poovamma                   | 3 min 38 s 81 |       |

| Rang | Pays              | Athlète                                                              | Temps         | Note  |
| ---- | ----------------- | -------------------------------------------------------------------- | ------------- | ----- |
| 1    | Royaume-Uni       | Eilidh Child Shana Cox Margaret Adeoye Christine Ohuruogu            | 3 min 25 s 29 | Q     |
| 2    | Nigeria           | Patience Okon George Bukola Abogunloko Omolara Omotoso Regina George | 3 min 27 s 29 | Q, SB |
| 3    | France            | Marie Gayot Muriel Hurtis-Houairi Phara Anacharsis Floria Guei       | 3 min 27 s 75 | q, SB |
| 4    | Bahamas           | Amara Jones Lanece Clarke Shakeitha Henfield Cotrell Martin          | 3 min 32 s 91 |       |
| 5    | Trinité-et-Tobago | Shawna Fermin Sparkle McKnight Domonique Williams Romona Modeste     | 3 min 33 s 50 |       |
| 6    | Botswana          | Goitseone Seleka Lydia Mashila Oarabile Babolayi Amantle Montsho     | 3 min 38 s 96 | SB    |

| \| Rang \| Pays \| Athlète \| Temps \| Note \| \| ---- \| ----------- \| ------------------------------------------------------------------- \| ------------- \| ----- \| \| 1 \| Russie \| Yuliya Gushchina Tatyana Firova Natalya Antyukh Kseniya Ryzhova \| 3 min 23 s 51 \| Q, SB \| \| 2 \| Roumanie \| Alina Andreea Panainte Adelina Pastor Sanda Belgyan Bianca Răzor \| 3 min 29 s 62 \| Q \| \| 3 \| Pologne \| Małgorzata Hołub Patrycja Wyciszkiewicz Iga Baumgart Justyna Święty \| 3 min 29 s 75 \| \| \| 4 \| Biélorussie \| Hanna Reishal Iryna Khliustava Yuliya Yurenia Ilona Vusovich \| 3 min 30 s 28 \| SB \| \| 5 \| Canada \| Alicia Brown Sarah Wells Noelle Montcalm Jenna Martin \| 3 min 3 s 09 \| SB \| \| 6 \| Jamaïque \| Rosemarie Whyte Kaliese Spencer Anastasia Le-Roy Christine Day \| - \| DQ \| |             |                                                                     |               |       |
| Rang | Pays        | Athlète                                                             | Temps         | Note  |
| 1 | Russie      | Yuliya Gushchina Tatyana Firova Natalya Antyukh Kseniya Ryzhova     | 3 min 23 s 51 | Q, SB |
| 2 | Roumanie    | Alina Andreea Panainte Adelina Pastor Sanda Belgyan Bianca Răzor    | 3 min 29 s 62 | Q     |
| 3 | Pologne     | Małgorzata Hołub Patrycja Wyciszkiewicz Iga Baumgart Justyna Święty | 3 min 29 s 75 |       |
| 4 | Biélorussie | Hanna Reishal Iryna Khliustava Yuliya Yurenia Ilona Vusovich        | 3 min 30 s 28 | SB    |
| 5 | Canada      | Alicia Brown Sarah Wells Noelle Montcalm Jenna Martin               | 3 min 3 s 09  | SB    |
| 6 | Jamaïque    | Rosemarie Whyte Kaliese Spencer Anastasia Le-Roy Christine Day      | -             | DQ    |

## Légende
Records et Performances
- AR : Record continental (area record)
- CR : Record des championnats (championship record)
- MR : Record du meeting (meet record)
- NR : Record national (national record)
- OR : Record olympique (olympic record)
- PR : Record paralympique (paralympic record)
- PB : Record personnel (personal best)
- SB : Meilleure performance personnelle de la saison (season's best)
- WL : Meilleure performance mondiale de l'année (world leader)
- WJR : Record du monde junior (world junior record)
- WR : Record du monde (world record)

Circonstances et Conditions
- DNF : N'a pas terminé (did not finish)
- DNS : N'a pas pris le départ (did not start)
- DQ : Disqualification (disqualification)
- NM : Aucun essai valable enregistré (No Mark)
- Q : Qualifié « directement » au prochain tour (ou à la prochaine compétition), lors d'une compétition majeure, grâce au classement ou à la réalisation des minima (automatic qualifier)
- q : Qualifié au prochain tour (ou à la prochaine compétition), lors d'une compétition majeure, grâce au repêchage ou à la réalisation de l'une des meilleures performances parmi celles des « non qualifiés directement » (grâce au meilleur temps ou à la meilleure distance par exemple) (secondary qualifier)